# Estreleira
La estreleira, también conocida como bandeira da patria, es la bandera que representa las corrientes izquierdistas del nacionalismo gallego.

## Historia y características
La modalidad de la bandera de Galicia con una estrella roja en el centro es utilizada por la mayor parte del nacionalismo e independentismo gallego de izquierda. La estrella roja fue añadida por militantes comunistas de la Unión do Povo Galego (UPG) en la década de los años 60, recordando la «estrella solitaria» de la bandera de Cuba, adoptada tras independizarse de España, si bien la estrella cubana es blanca, y no roja.
La primera vez que se inserta una estrella en el centro de la bandera gallega es en un diseño de Castelao previo a la guerra civil española. En él la estrella no era roja, sino blanca o plateada. Décadas más tarde fue sustituida por la estrella roja.
Según investigadores de una fundación próxima a Comisiones Obreras y el Partido Comunista de Galicia (PCG), esta bandera fue usada primeramente por militantes de la sección guerrillera del Partido Comunista de España (PCE) en Galicia, en los años 40, siendo jefe de la guerrilla Antonio Seoane Sánchez y secretario del PCE en Galicia (el PCG no se crearía como tal hasta dos décadas después) José Gómez Gayoso, mientras que los nacionalistas usaban desde la creación del Partido Galeguista (PG) una bandera gallega con una estrella amarilla en el centro.
Hoy se usa como reclamo en la defensa del independentismo, mayoritariamente, aunque organizaciones no explícitamente independentistas como el Bloque Nacionalista Galego (BNG) también la utilizan. Todos los partidos nacionalistas gallegos de izquierda utilizan esta bandera. Es utilizada en las manifestaciones populares de forma reivindicativa. También es utilizada en las movilizaciones de los sindicatos CIG y CUT.
Su diseño es fundamentalmente el mismo que el de la bandera gallega oficial, con la estrella roja que debe quedar siempre en el centro, alineada con la franja azul.